# Simulium ozarkense
Simulium ozarkense är en tvåvingeart som beskrevs av Dudley Moulton och Adler 1995. Simulium ozarkense ingår i släktet Simulium och familjen knott.
Artens utbredningsområde är Missouri. Inga underarter finns listade i Catalogue of Life.